# أبرشية اللاتين الكاثوليك في بغداد
أبرشية بغداد (اللاتينية: Bagdathen(sis) Latinorum) هي منطقة كنسية تابعة للكنيسة اللاتينية أو أبرشية للكنيسة الكاثوليكية في بغداد، العراق. ولها ولاية قضائية على ثلاث رعايا تضم 2500 كاثوليكي من الكنيسة اللاتينية يعيشون في جميع أنحاء العراق. تخضع الأبرشية مباشرة للكرسي الرسولي. تعمل جنبًا إلى جنب مع سبع أبرشيات كلدانية، وثلاث أبرشيات سريانية كاثوليكية، وولاية قضائية واحدة للروم الملكيين، وأبرشية واحدة للأرمن الكاثوليك، وكلها في شركة مع الكرسي الرسولي. كاتدرائية الأبرشية هي كاتدرائية القديس يوسف اللاتينية في بغداد، ولا ينبغي الخلط بينها وبين كاتدرائية القديس يوسف الكلدانية الواقعة في بغداد وكاتدرائية القديس يوسف الكلدانية الواقعة في عنكاوا، العراق.

## تاريخ
- 6 سبتمبر 1632: تأسست كأبرشية بابل أو بغداد
- 19 أغسطس 1848: تمت ترقيته إلى أبرشية بغداد

## قيادة

### أبرشية بغداد
تم تشييده: 6 سبتمبر 1632
- تيموتيو بيريز فارغاس، الوسواس القهري (6 سبتمبر 1632 - 23 ديسمبر 1639 استقال)
- جان دوفال، الوسواس القهري (16 أغسطس 1638 - 10 أبريل 1669 توفي)
- بلاسيد لويس دو شيمين ، OSB (توفي 10 أبريل 1669 - 7 نوفمبر 1682)
- فرانسوا بيكيه (26 أبريل 1683 - 26 أغسطس 1686 توفي)
- لويس ماري بيدو دي سانت أولون ، جمهورية التشيك (24 نوفمبر 1687 - 20 نوفمبر 1717 توفي)
- دومينيك ماري فارليت (20 فبراير 1719 - 25 مايو 1719 تمت إزالته)
- إيمانويل ألبرتو (برونو) بيليت (باليت)، الوسواس القهري (26 نوفمبر 1742 - 4 أبريل 1773 توفي)
- جان باتيست ميرودوت دو بورغ، OCist (15 أبريل 1776 - 13 أبريل 1791 تمت إزالته)
- جورج بوك، OCD (17 أبريل 1804 تم تعيينه)
- بليز دو سانت ماثيو، الوسواس القهري (27 نوفمبر 1807 تم تعيينه)
- أنطونيو براندي، OCD (15 مايو 1813 تم تعيينه)
- فيليس بيازا، OCD (تم تعيينها في 6 فبراير 1816)
- بيير ألكسندر كوبري (2 مايو 1820 - 26 أبريل 1831 توفي)
- بيير دومينيك مارسيلين بونامي، SSCC (4 مايو 1832 - 13 فبراير 1835 تم تعيينه رئيس أساقفة إزمير )
- ماري لوران تريوش (14 مارس 1837 - 28 نوفمبر 1887 توفيت)

تم رفعه: 19 أغسطس 1848
- ماري لوران تريوش (14 مارس 1837 - 28 نوفمبر 1887 ماتت)
- هنري فيكتور ألتماير، OP (24 نوفمبر 1887 - 23 أغسطس 1902 استقال)
- فرانسوا ديزيريه جان درور ، الوسواس القهري (توفي 7 نوفمبر 1902 - 27 مايو 1917)
- فرانسوا بيري، OP (9 أغسطس 1921 - 4 أبريل 1929 توفي)
- أرماند إتيان م. بلانكيت دو شايلا، OCD (1 أبريل 1939 - 17 سبتمبر 1964 متقاعد)
- موريس بيرين (2 أغسطس 1965 - 16 يناير 1970 تم تعيينه رئيس أساقفة غورزا الفخري)
- إرنست ماري دي جيسوس هوستي تشارلز ألبرت نياري، الوسواس القهري (23 مارس 1972 - 30 مايو 1983 متقاعد)
- بول دحداح، OCD (30 مايو 1983 - 30 يوليو 1999 تم تعيينه نائبًا رسوليًا في بيروت )
- جان بنيامين سليمان، أخصائي في الوسواس القهري (29 نوفمبر 2000 – حتى الآن)